# Sierpień 2012

## 31 sierpnia
- W wieku 85 lat zmarł Carlo Maria Martini, włoski duchowny katolicki, jezuita, arcybiskup Mediolanu (1979-2002), kardynał[1].

## 25 sierpnia
- W wieku 82 lat zmarł Neil Armstrong, amerykański astronauta, dowódca misji Apollo 11, pierwszy człowiek na Księżycu. (Onet, PAP)

## 24 sierpnia
- Amerykański kolarz Lance Armstrong został przez Amerykańską Agencję Antydopingową zdyskwalifikowany z mocą wsteczną od 1998 roku. (Onet, www.usada.org)
- Anders Breivik został skazany na 21 lat więzienia za przeprowadzenie dwóch zamachów w Norwegii w 2011 roku. (gazeta.pl)
- 39 osób zginęło na skutek wybuchu gazu w wenezuelskiej rafinerii Amuay wchodzącej w skład Centrum Rafinacji Paraguaná. (TVN24)

## 20 sierpnia
- Zmarł profesor Seweryn Chajtman, pionier nauczania informatyki na Politechnice Warszawskiej (nekrolog).

## 19 sierpnia
- 32 osoby zginęły w wyniku katastrofy lotniczej w Sudanie. (BBC)

## 18 sierpnia
- W wieku 73 lat zmarł amerykański piosenkarz Scott McKenzie, znany z przeboju San Francisco (1967). (scottmckenzie.info)

## 17 sierpnia
- Sąd Rejonowy w Moskwie uznał trzy członkinie grupy Pussy Riot za winne „chuligaństwa motywowanego nienawiścią religijną”. Wykonały one w lutym 2012 roku w moskiewskim soborze Chrystusa Zbawiciela utwór Bogurodzico, przegoń Putina. (Onet)
- Patriarcha moskiewski i całej Rusi Cyryl I oraz przewodniczący Konferencji Episkopatu Polski arcybiskup Józef Michalik podpisali na Zamku Królewskim w Warszawie wspólne przesłanie Rosyjskiego Kościoła Prawosławnego i Kościoła rzymskokatolickiego, wzywające do pojednania polsko-rosyjskiego. (Onet)

## 16 sierpnia
- Władze Ekwadoru przyznały azyl polityczny Julianowi Assange’owi – założycielowi portalu WikiLeaks. (wp.pl)
- 34 górników zostało zastrzelonych przez południowoafrykańską policję w czasie starć mających miejsce podczas strajku w kopalni Marikana, rozpoczętego 10 sierpnia. (TVN24)

## 13 sierpnia
- W Londynie zakończyły się Igrzyska XXX Olimpiady. (PKOl)

## 11 sierpnia
- 306 osób zginęło w wyniku dwóch trzęsień ziemi w Tebrizie w północno-zachodnim Iranie. (www.presstv.ir)

## 9 sierpnia
- W Nature opublikowano informację o odkryciu nowych szczątków Homo rudolfensis, potwierdzających, że był on odrębnym gatunkiem. Nature
- Kenijczyk David Rudisha ustanowił wynikiem 1:40,91 rekord świata w biegu na 800 metrów. (SportoweFakty.pl)

## 6 sierpnia
- Łazik Curiosity wylądował na Marsie. NASA

## 5 sierpnia
- W wieku 95 lat zmarł Erwin Axer, polski reżyser teatralny. (gazeta.pl)

## 3 sierpnia
- Adrian Zieliński został mistrzem olimpijskim w podnoszeniu ciężarów[2].
- Tomasz Majewski został mistrzem olimpijskim w pchnięciu kulą[3].